# Естонці
Есто́нці (ест. eestlased — самоназва із середини XIX століття, до цього ест. maarahvas, досл. «народ своєї землі») — народ, що становить основне населення Естонії.

## Розселення
Загальна чисельність становить 1 100 000 осіб. Найбільша громада проживає в Естонії — 930 тис. Невеликі групи естонців проживають в Україні, у Ленінградській, Псковській та Омській областях Росії, у Латвії, а також у Канаді, США, Швеції та Австралії.

## Історія
Естонці — народ, що утворився в результаті змішування місцевих фіномовних племен з балтськими, скандинавськими та слов'янськими племенами. У складі естонців виділяється етнічна група або навіть окремий народ сету, що зазнав сильного східнослов'янського впливу.
Естонці сформувалися в Східній Балтії на основі змішання стародавнього корінного населення і фіно-угорських племен, що прийшли зі сходу в III тисячолітті до нашої ери. Пізніше вони увібрали фіно-угорські, балтські, германські й слов'янські елементи. До I тисячоліття нашої ери склалися основні угрупування естських племен, до XIII століття склалися територіальні об'єднання-мааконди:
- Уганді і Сакала на півдні,
- Вірумаа, Ярвамаа, Харьюмаа і Рявала на півночі,
- Ляенемаа і Сааремаа на заході Естонії.

З початку XIII століття почалася експансія Лівонського ордену на Південь і данців на Північ Естонії. До 1227 територія Естонії була включена в землі Лівонського ордену, в 1238-1346 північна частина Естонії (Рявала, Гар'юмаа і Вірумаа) належала Данії. Естонці були обернені в католицтво. В результаті Лівонської війни 1558-83 років територія Естонії була поділена між Річчю Посполитою (південна частина), Швецією (північна частина) і Данією (острів Сааремаа). До середини XVII століття Естонія відійшла до Швеції.

### Від Реформації до ХХІ століття
Реформація, розповсюдження богослужіння і книгодрукування, з кінця XVII століття — шкільного навчання естонською мовою сприяли формуванню естонської національної культури. У 1632 в Дерпті створюється університет з навчанням латиною і шведською, пізніше — німецькою мовою (сучасний Тартуський університет).
В ході Північної війни 1700-21 Естонія увійшла до складу Росії. Північна Естонія утворила Естляндську губернію, південна увійшла до складу Ліфляндської губернії. У XIX столітті внаслідок аграрних реформ і розвитку капіталізму посилюється переселенський рух естонського селянства у внутрішні області Росії і міста. Зросла чисельність естонців у міському населенні (у 1897 63 % жителів Таллінну). Розвивається естонський національний рух.
Після Жовтневої революції в лютому 1918 була проголошена незалежна Естонська республіка, окупована потім німцями (до листопада 1918); з кінця листопада 1918 по січень 1919 на частини території Естонії існувала проголошена більшовиками Естонська радянська республіка. У 1940 Естонська республіка була включена до складу СРСР. У 1991 Естонія стала незалежною.

## Мова
Розмовляють естонською мовою балтійсько-фінської підгрупи угро-фінської групи уральської сім'ї. Діалекти:
- північний (середньо-північний, острівний, східний і західний говори),
- південний (мулькський, тартуський і вируський говори),
- північно-східний прибережний.

Літературна мова на основі північного діалекту, писемність (з 16 століття) на основі латинської графіки.

## Релігія
Віруючі — в основному лютерани, широко поширені пієтистські течії (баптисти, адвентисти, гернгутери). Православні, в основному сету, що проживають на південному сході Естонії і в Печорському районі Псковської області.

## Культура
Традиційна культура західної і північної Естонії зазнала потужного германського і фінського впливу, південна і східна — балтського і східнослов'янського.

### Духовна культура
Фольклор
Фольклор включає рунічні пісні, на основі яких складений національний епос «Кальовіпоег» (Kalevipoeg, 1857-61), пісні, казки.
Старовинні музичні інструменти — каннел (kannel, типу гусел), дерев'яні труби, козячі ріжки, сопілки, волинки.
У 18 столітті розповсюджується скрипка, в 19 столітті утворюються духові оркестри, розвивається хорове мистецтво. У 1869 проводиться перше вссестонське співецьке свято. Зберігаються деякі народні звичаї, наприклад святкування Іванова дня із запаленням багать, піснями, гойданням на гойдалках.
Розвинене прикладне мистецтво (візерункове ткання, вишивка і в'язання, плетіння мережив, обробка шкіри, срібла, на заході — різьблення і випалювання по дереву тощо).

### Матеріальна культура

Естонки у святковому вбранні. Початок ХХ ст.

#### Заняття
Головним заняттями естонців були землеробство (жито, ячмінь, льон, боби), ріллі, тваринництво (молочна худоба, свині, вівці). З 2-й половини 19 століття розповсюджуються товарне виробництво льону, картоплі, молочне тваринництво, рибальство. Розвивається промисловість, головним чином текстильна і машинобудування.

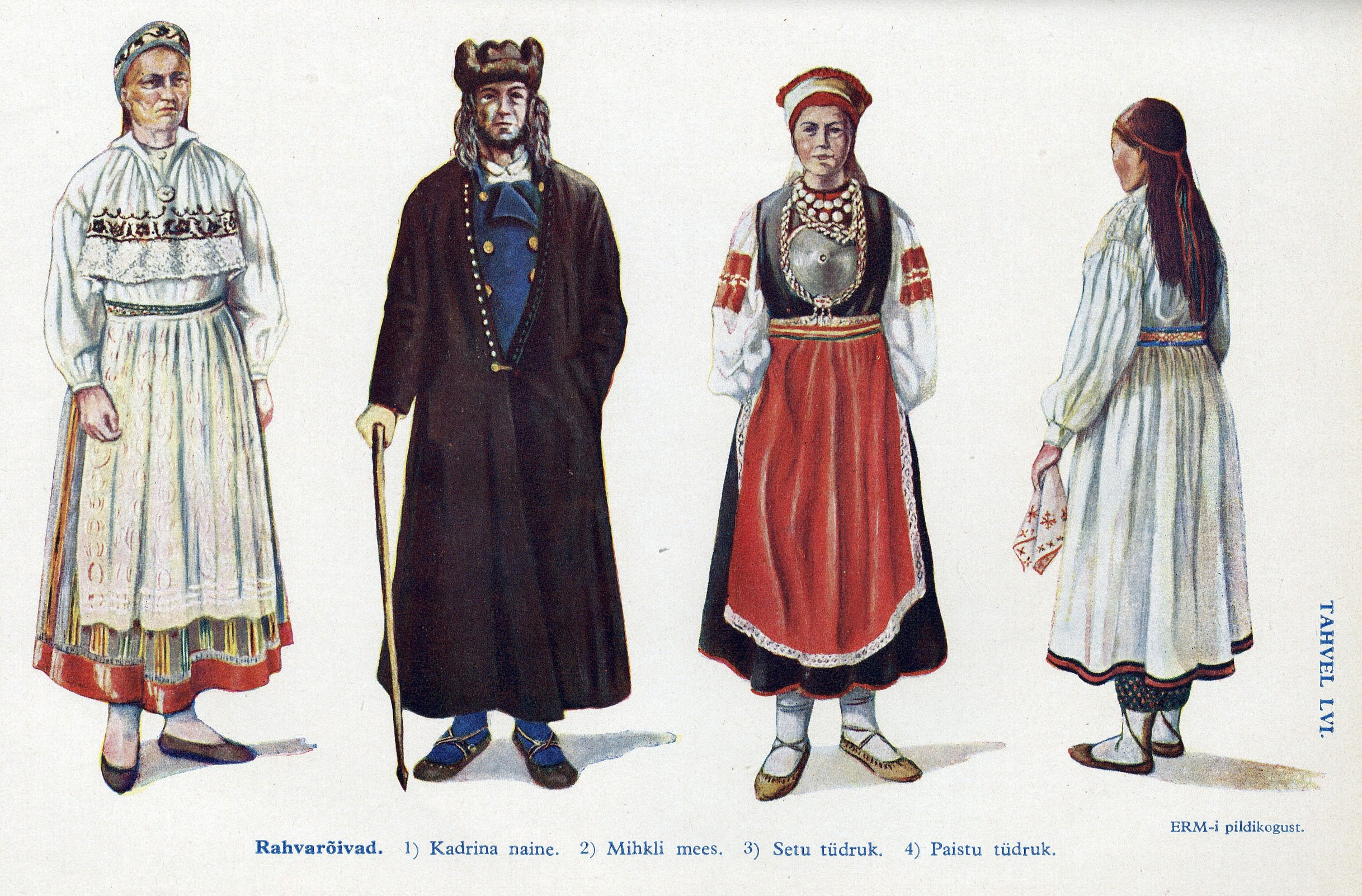
Варіанти національного костюму естонців

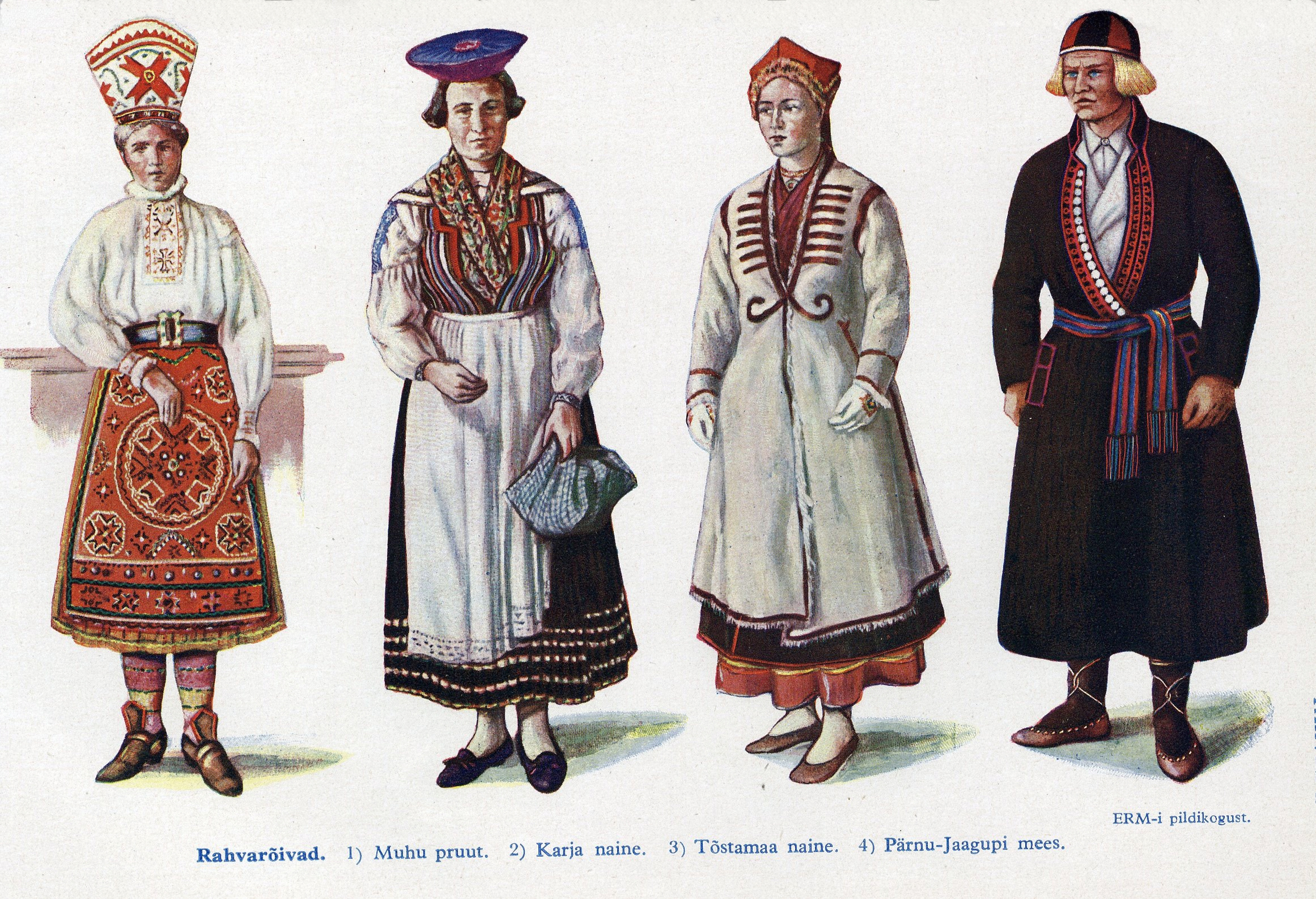
Варіанти національного костюму естонців

#### Житло
Якнайдавніші сільські поселення — села купчастого і рядового планування, на півдні — також однодвірні і розкидані поселення. Основне традиційне житло — житлова клуня (рехетуба) — зрубова трикамерна споруда з високим солом'яним дахом; центральне житлове приміщення, опалювальне по-чорному (клуня), використовувалося також для просушування снопів; примикаючі приміщення — холодна комора-камора (kamber) і тік (rehealune). Інші споруди садиби — кліть (ait), хлів (laut), літня кухня (köök), лазня (saun). В кінці 19 століття у заможних селян число камір росте, в них влаштовуються спальні, з'являються печі з димарем. Іноді житло будують окремо, залишаючи за клунею тільки господарське призначення. У 20 столітті розповсюджуються будинки типу котеджів.

#### Національний одяг
Традиційний жіночий одяг середини 19 століття — сорочка туниковидного крою (särk, hame), смугаста спідниця (seelik, kört), тканий пояс, верхня суконна коротка кофта в талію (kampsun) або безрукавка (liistik). На півночі поширена коротка блуза з пишними рукавами (käised). Одружені жінки носили фартух, рушниковий головний убір (linik), пізніше — полотняний чіпець (tanu), на півночі і заході — убір типу кокошника (pottmüts, kabimüts). Головний убір дівчат — вінець на твердій основі (pärg) або стрічка. Характерне лляне (õlalinik, kaal) або шерстяне покривало (sõba). Святковий одяг прикрашався срібними фібулами — конічними (sõlg) і плоскими (prees), ланцюжками з монетами і намистами; особливо рясні нагрудні прикраси сету. Жіночий одяг сету відрізняли російські елементи: рубаха-долгорукавка (пізніше — т. з. новгородського типу з широкими рукавами) і глухий косоклинний сарафан (rüüd, sukman). Головний убір — рушниковий линик, дівчата носили вінець російського типу (vanik).
Чоловічий одяг — туниковидна сорочка з прямим розрізом коміра (särk), штани — довгі або по (püksid) коліна, жилет (vest), куртка (vammus), повстяний капелюх (kaap). У сету була поширена російська косоворотка. Верхній чоловічий і жіночий одяг — каптан, взимку шуба.
Взуття — шкіряні постоли (pastlad), у свята — туфлі у жінок, високі чоботи у чоловіків. Були поширені в'язані кольорові рукавички (kindad), панчохи (sukad), шкарпетки (sokid).

#### Кухня
Основна традиційна їжа — житній хліб (leib), каші (головним чином ячмінні), юшки, овочі (бруква, ріпа, капуста, з 19 століття — картопля), риба, кисле молоко, м'ясо (солона і копчена свинина, баранина, яловичина).
Напої — квас (taar), пиво (õlu).
До свят випікали чистий житній або пшеничний хліб (sepik), готували ковбаси (на півдні — кров'яні, на півночі — «білі», з начинкою з крупи), холодець (sült, jaheliha). Для півдня характерний сир (sõir).

## Естонці в Україні
Естонці поселилися в Україні в 1861—1877 роках у Криму. Це були учасники сектантського руху, спрямованого проти соціального і релігійного гноблення з боку балтійських поміщиків і духовенства. Дотепер збереглося кілька невеликих естонських селищ у Красногвардійському районі Криму. Тоді для естонців у Сімферопольському, Євпаторійському, Перекопському та Феодосійському повітах Таврійської губернії уряд Російської імперії виділив 36 тис. десятин землі в 40 селах, зокрема в Джурчі (нині смт Первомайське), Замрук (нині с. Берегове), Бурлюк (нині с. Віліне, обидва Бахчисарайського р-ну), Актачи-Кият (нині с. Білоглинка Сімферопольського р-ну), Кият-Орка (нині с-ще Упорне Первомайського р-ну). В с. Замрук у серед. 19 ст. було відкрито школу, до якої запросили вчителя з Естонії. Також було зведено молитовний будинок.
Наприкінці 19 — поч. 20 ст. естонці, які мешкали в селах Криму, почали виїжджати на заробітки в Сімферополь, Севастополь, Феодосію та Ялту.
За переписом нас. 1897, на території України (без урахування Галичини, Буковини та Закарпатської України) проживало 2227 естонців, з них 1887 осіб — у сільській місцевості (62,9 %). Найбільше естонців (2210 осіб) мешкало в Таврійській губернії, за родом занять їх розподіл тут був таким: землеробство — 1482 особи, армійська служба — 140, приватне обслуговування — 123, виготовлення одягу — 44 особи. Після Першої світової війни та громадянської війни в Україні 1917—1921 кількість естонського населення на території України зросла насамперед внаслідок міграцій військової та робочої сили.
У 1920 було створено Естонську секцію (відділ) агітації та пропаганди при ЦК КП(б)У. Існувала подібна компартійна секція також в Одесі. У Харкові діяв естонський к-т, що будував свою діяльність на засадах національно-патріотичної ідеї.
У 1930 в Криму в місцях компактного проживання естонців були створені національні сільради: у Сімферопольському р-ні — 2, Джанкойському — 1. У 1924/25 навчальному році в Криму діяло 5 естон. шкіл 1-го ст. (початкових), в яких навчався 131 учень. Навчання велося естонською мовою.
Між переписами населення 1959 і 1989 чисельність естонців істотно не змінилася. При цьому вони були дисперсно розселені по Україні (чи не єдиний виняток — компактне проживання естонців у с. Краснодарка Красногвардійського р-ну Крим. обл., нині АР Крим). У містах проживало (1970, 1979 та 1989) відповідно 3729, 3414 і 3452 особи, або 81,6, 83,0 та 82,2 % українців естонського походження.
За даними перепису населення 2001 року в Україні проживало 2868 естонців.